# Magalí Jorgelina Molina
Magalí Jorgelina Molina (9 de octubre de 1992) es una futbolista argentina. Se desempeña como volante ofensiva del Club Atlético Independiente en la Primera División Femenina de Argentina.

## Trayectoria

### San Lorenzo
Comenzó su carrera a los quince años en el Club Atlético San Lorenzo de Almagro. Fue parte del equipo campeón del torneo Apertura 2008, primer título en la historia de la institución y primer equipo en romper la hegemonía de Boca Juniors y River Plate que hasta ese momento se habían repartido todos los campeonatos disputados. También integró el plantel que disputó en Brasil la Copa Libertadores Femenina 2009, primera edición del certamen.
En 2009, en simultáneo a su desempeño en fútbol once, comenzó también a participar en futsal formando parte de la tercera división del club y ganando de forma invicta los torneos Apertura y Clausura de ese año.
En 2015, luego de estar ausente en competiciones deportivas durante tres años, regresó a San Lorenzo para disputar el Campeonato 2015, siendo nuevamente campeona en ese torneo y obteniendo el segundo título en la historia del fútbol femenino del club. También en 2015 fue subcampeona de la Supercopa femenina de Argentina, única edición en que se disputó el torneo, perdiendo la final contra Boca Juniors.

### Lanús
En 2017 pasó a ser jugadora del recién formado equipo del Club Atlético Lanús, institución que participó por primera vez en torneos de fútbol femenino organizados por AFA al disputar el torneo 2017-18 de la Primera División B. En el partido debut marcó dos goles, quedando además registrada como la autora del primer gol oficial en la historia de la disciplina en el club. En el partido frente a Camioneros, correspondiente a la fecha 19 del citado torneo, tuvo una actuación destacada marcando seis goles para una victoria final de 13 a 0. En aquel campeonato Lanús terminó consiguiendo el ascenso a la Primera A luego de vencer 1 a 0  a Real Pilar en el partido de desempate por el segundo puesto, con gol de Aylén Medina asistida por un centro de Magalí Molina.
En el torneo 2018-19 participó de la primera experiencia de Lanús en la Primera División A, en donde el equipo consiguió clasificar a la Fase Campeonato, para luego terminar en último puesto, obteniendo su única victoria en la última fecha frente a Racing Club.
En 2019, con el inicio del profesionalismo en Argentina, fue una de las primeras ocho jugadoras en firmar contrato con Lanús.

### Independiente
Desde 2020 se desempeña como volante ofensiva en el Club Atlético Independiente, equipo al que llegó luego de finalizar su contrato con Lanús y por invitación del director técnico del plantel.

## Palmarés
| Título             | Club        | País      | Año  |
| ------------------ | ----------- | --------- | ---- |
| Primera División A | San Lorenzo | Argentina | 2008 |
| Primera División A | San Lorenzo | Argentina | 2015 |